# Шур, Иван Евгеньевич
Иван Евгеньевич Шур (15 мая 1912 — 30 марта 1967) — советский теннисист, тренер по теннису. Заслуженный тренер РСФСР. Судья всесоюзной категории (1957).

## Биография
Родился в 1912 году в городе Ростов-на-Дону.
В теннис начал играть в возрасте семнадцати лет. Выступал за спортивное общество «Спартак» в Ростове-на-Дону.
Участник Великой Отечественной войны, прошёл боевой путь от Украины через Польшу и закончил войну в Праге. Имел звание старшего лейтенанта. Был награждён медалями  «За боевые заслуги» (09.06.1945).и "За оборону Кавказа".
Трёхкратный чемпион РСФСР в парном (1946, 1954) и смешанном (1951) разрядах. Многократный чемпион Российского совета «Спартак» в различных разрядах.
Окончил Ростовский институт инженеров железнодорожного транспорта. Работал тренером по теннису. Тренер областного совета ДСО «Спартак» в 1945—1967 гг. Председатель Федерации тенниса Ростовской области в 1946—1967 гг. Среди подопечных Ивана Евгеньевича — В. Анисимов, Е. Бобоедов, В. Васильев, В. Дутов, И. Литовченко и прочие теннисисты. 
В 1961 году за свои успехи в деле подготовки спортсменов был удостоен почётного звания «Заслуженный тренер РСФСР».
Умер в 1967 году.
С 1970 года и по сей день в Ростове-на-Дону проводится мемориал памяти Ивана Евгеньевича Шура.